# Out to Lunch!
Out to Lunch! (englisch, übersetzt eigentlich „weg zum Mittagessen!“, wird als Slangausdruck für exzellent oder verrückt verwendet) ist ein Jazz-Album von Eric Dolphy, das 1964 veröffentlicht wurde. Es handelt sich dabei um Dolphys einziges Album, das er für Blue Note Records als Bandleader aufgenommen hat. Das am 25. Februar 1964 in Englewood Cliffs eingespielte Album gilt heutzutage als eines der besten Alben in der Geschichte des Labels und stellt einen Höhepunkt des Avantgarde Jazz der 1960er Jahre dar. 

## Hintergrund
Zu Beginn des Jahres 1964 wechselte Dolphy von Prestige zu Blue Note Records. Für sein Debüt auf diesem Label schrieb Dolphy fünf neue Stücke und präsentierte ein völlig neues Klangkonzept, ein „luftiges Gerüst aus farbiger Abstraktion“ und vielfältigen Rhythmen; Hans-Jürgen Schaal stellte auch eine veränderte Spielhaltung fest: „halb kammermusikalische Transparenz, halb Free-Jazz-Labor“.
Der Titel des ersten Stückes Hat and Beard bezieht sich auf Thelonious Monk. Das Thema baut auf einem 9/4-Ostinato auf; das Stück enthält ein erstklassiges perkussives Intermezzo von Tony Williams und Bobby Hutcherson. 
Something Sweet, Something Tender enthält ein bemerkenswertes Duett von Richard Davis am Bass und Eric Dolphy an der Bassklarinette. 
Gazzelloni, stellt den avancierten Stand des Flötenspiels von Dolphy vor. Sie ist nach dem klassischen Flötisten Severino Gazzelloni benannt, der insbesondere als Interpret Neuer Musik bekannt war. Trotz des sehr komplexen 13-taktigen Themas und freier, aber formbewusster Improvisation ist die Komposition wie ein Bop-Titel aufgebaut. 
Zum Altsaxophon greift der Bandleader auf dem Titeltrack des Albums und auf Straight Up and Down, das (laut Dolphy-Interview in den originalen Liner Notes) "an den Gang eines Besoffenen" erinnert. 
Schlagzeuger Tony Williams war ein paar Monate, bevor das Album aufgenommen wurde, achtzehn Jahre alt geworden und wurde als Anthony Williams auf dem Cover aufgeführt. 
Ein paar Monate nachdem das Album aufgenommen wurde, begleitete Dolphy Charles Mingus auf einer Europa-Tournee und starb an einem diabetischen Koma. Insofern war die Platte sein Vermächtnis und deutet einen Übergang in den Creative Jazz an.

## Titelliste
Alle Kompositionen stammen von Eric Dolphy.
Seite 1
1. Hat and Beard – 8:24
2. Something Sweet, Something Tender – 6:02
3. Gazzelloni – 7:22

Seite 2
1. Out to Lunch – 12:06
2. Straight Up and Down – 8:19

## Rezeption
Für Hans-Jürgen Schaal ist Out to Lunch ein „Meisterwerk“ und eines der herausragenden Alben des Labels Blue Note. In den visionären Stücken des Bandleaders tänzele die Rhythmusgruppe hier zwischen pulsierendem Swing und freiem Puls, zwischen multiplen Metren und kammermusikalischer Komplexität. Ohne Dolphys Nebenkarriere als Musiker des Third Stream und seine vorhergegangene Experimentierphase im Quintettformat sei das Album nicht zu verstehen.
Ein Teil der Kritik merkte zum Zeitpunkt der Veröffentlichung an, dass Dolphy mit diesem Album konventioneller zu spielen begann und den Avantgarde-Anspruch zu verlieren drohte. „Das erscheint allerdings angesichts der gemeinsam entwickelten Intensität und enormen kommunikativen Vielfalt, die die Stücke beseelen, weit hergeholt.“ Wie für Ralf Dombrowski ist auch für Richard Cook und Brian Morton in ihrem The Penguin Guide to Jazz das Album ein meisterhafter Klassiker und Teil des essentiellen Kerns einer Basis-Diskothek mit Jazzplatten; sie zeichneten es mit einer Krone aus. Chris Kelsey zählte Out to Lunch in seinem Allmusic-Essay Free Jazz: A Subjective History zu den zwanzig wichtigsten Alben dieses Genres; Steve Huey hat in seiner Besprechung für All Music dem Album die Maximalbewertung (fünf Sterne) gegeben. Das Album wurde auch in die Wireliste The Wire’s “100 Records That Set the World on Fire (While No One Was Listening)” aufgenommen.
Die Musikzeitschrift Jazzwise wählte das Album in der Liste The 100 Jazz Albums That Shook the World auf Platz 12. Keith Shadwick meinte jedoch, dass die wirklich bahnbrechende Dolphy-Scheibe witzigerweise sein Album Conversations mit dem revolutionären 14-minütigen Duett „Alone Together“ zwischen ihm und Richard Davis sei. Doch Out to Lunch habe ein ikonisches Coverbild und den evolutionären Ruf; letztlich repräsentiere eine andere Seite des Genies Dolphy und zeige ihn als einen Musiker, der darauf bedacht ist, seine gesamte Gruppe auf jeder Ebene und zu jeder Zeit in den Improvisationsprozess einzubeziehen. „Natürlich ist er nach wie vor der fesselndste Spieler der Gruppe (er hat auch das gesamte Material geschrieben), und seine Imitation eines Betrunkenen bei Straight Up And Down" bleibt unübertroffen, außer von ihm selbst.“ Es stelle sich auch die Frage, was er als nächstes getan hätte?
Die deutschsprachige Ausgabe des Magazins Rolling Stone  wählte das Album 2013 in der Liste der 100 besten Jazz-Alben auf Platz 5.
Pitchfork Media führt Out to Lunch auf Platz 15 der 200 besten Alben der 1960er Jahre.